# Герцик, Григорий Павлович
Григо́рий Па́влович Герцик (укр. Григорій Павлович Герцик; ? — после 1735) — наказной полтавский полковник Войска Запорожского в 1705 году, генеральный есаул (1710—1719) в уряде гетмана Филиппа Орлика. Руководитель казацких войск, сподвижник гетмана Ивана Мазепы. Представитель казацкого дворянского рода Герцики.

## Биография
Григорий Герцик был сыном полтавского полковника Павла Герцика и внуком купца-выкреста Симеона Герцика из Умани. Григорий около года учился в Киеве «науке латинской».
В 1705 году Герцик стал Полтавским наказным полковником.
Герцик был близок к Мазепе и пошел вслед за ним с двумя своими братьями после Полтавской битвы. Находясь с Мазепой в Бендерах, Герцик присутствовал при кончине гетмана и отвозил его тело в Галац для погребения. При выборе в Бендерах гетманом Филиппа Орлика, женатого на сестре Герцика Анне, Григорий получил звание генерального есаула и был послан, в числе других, сперва к Запорожцам, а потом, в декабре 1711 года, в Константинополь от нового гетмана, желавшего при помощи Турции образовать независимую Украину. Посольство это имело некоторый успех, но ощутительных результатов не достигло.
В 1710 году Григорий Герцик, как генеральный есаул, ездил на Кубань, к султану Кубанскому и к донским казакам с Некрасовым во главе.
Затем, Герцик жил с 1715 года в Стокгольме, откуда в 1719 году, все еще нося звание генерального есаула, послан был Орликом с разными поручениями в Польшу и там, по распоряжению русского резидента в Варшаве князя Г. Ф. Долгорукого, был арестован и отправлен в Петербург. Герцик заключен был в Петропавловскую крепость под строгий караул и в марте 1721 года подвергнут допросу, на котором сообщил весьма подробные и любопытные сведения о жизни Орлика и его единомышленников в Бендерах и Стокгольме.
В 1724 году Герцика перевели под строгий же караул в Адмиралтейство, причем давали посуточно сперва по три, а потом по шесть копеек на прокормление. В конце 1727 года Герцика по его челобитью, перевели в Москву, где жили его жена и дети, и он был отдан под строгий надзор капралу Быкову и солдату Лободину, которые должны были находиться в его помещении неотлучно и смотреть, чтоб ни он, ни семья его не съехали из Москвы. Живя в Москве Герцик занимался врачебной практикой (1729) и в 1732 году овдовел; в это время он находился в такой нищете, что не мог похоронить жены на свой счет. Лишь в 1735 году Герцик был освобожден из-под постоянного караула и получил разрешение жить в Москве на свободе, но с обязательством не съезжать в Малороссию; на прокормление ему стали выдавать с этого момента по 25 копеек в сутки. В Москве же Герцик вероятно и умер.

## Семья
- Отец — Павел Герцик (ум. 1700) — полтавский полковник Войска Запорожского.
- Мать — Ирина Яблонская по приказу Петра І была сослана в Сибирь.
- Братья — Иван и Афанасий (Атанас) были сторонниками гетмана Мазепы и вместе с ним оказались в эмиграции.
- Сестры — Христина была женой полковника Григория Ивановича Новицкого, сосланного в 1709 году в Сибирь; Анна (1680 — после 1757) была женой гетмана Филиппа Орлика; Мария была женой войскового товарища Владимира Григорьевича Максимовича.
- Жена — Настасия Громека — дочь смелянского сотника Лубенского полка Василия Громекы.